# Diospyros dictyoneura
Diospyros dictyoneura är en tvåhjärtbladig växtart som beskrevs av William Philip Hiern. Diospyros dictyoneura ingår i släktet Diospyros och familjen Ebenaceae. Inga underarter finns listade i Catalogue of Life.